# Вількув (Намисловський повіт)
Вількув (пол. Wilków, нім. Wilkau) — село в Польщі, у гміні Вількув Намисловського повіту Опольського воєводства.
Населення — 1077 осіб (2011).

## Демографія
Демографічна структура станом на 31 березня 2011 року:
|          | Загалом | Допрацездатний вік | Працездатний вік | Постпрацездатний вік |
| -------- | ------- | ------------------ | ---------------- | -------------------- |
| Чоловіки | 539     | 130                | 371              | 38                   |
| Жінки    | 538     | 100                | 337              | 101                  |
| Разом    | 1077    | 230                | 708              | 139                  |